# Chiesa della Purificazione di Maria Vergine (Belgirate)
La chiesa della Purificazione di Maria Vergine è la parrocchiale di Belgirate, in provincia del Verbano-Cusio-Ossola e diocesi di Novara; fa parte dell'unità pastorale del Vergante.

## Storia
L'originaria parrocchiale di Belgirate era l'antica chiesa di Santa Maria, mentre nella prima metà del Seicento in paese venne fondato un oratorio dedicato a San Carlo, iniziato intorno al 1613 e ultimato nel 1618.
La nuova chiesa della Purificazione di Maria Vergine venne costruita nel XVIII secolo al posto del suddetto oratorio e fu elevata a parrocchiale nel 1795; intanto, nel 1784 le campane erano state installate nella torre.
Nel 1970, in ossequio alle norme postconciliari, la chiesa venne dotata dell'ambone e dell'altare rivolto verso l'assemblea.
Tra il 2015 e il 2016 le volte furono interessate da un intervento di risanamento e di consolidamento.

## Descrizione

### Esterno
La facciata a salienti della chiesa è suddivisa da una cornice marcapiano in due registri, di cui quello inferiore presenta centralmente il portale d'ingresso, mentre quello superiore, scandito da quattro lesene ioniche, è caratterizzato da una finestra murata e coronato dal timpano triangolare; sulle due ali laterali si aprono gli ingressi secondari e due nicchie.

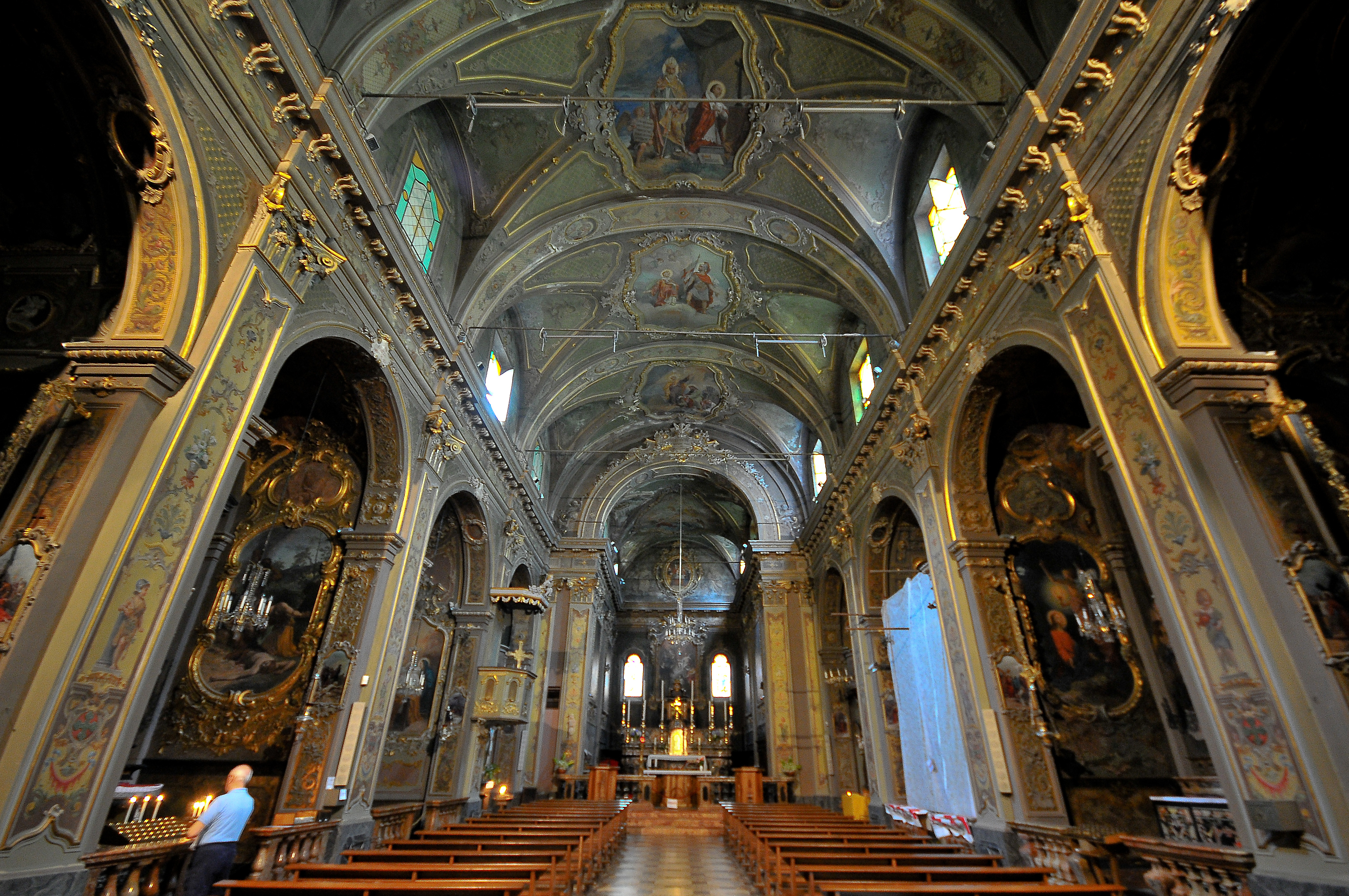
L'interno

Annesso alla parrocchiale è il campanile a pianta quadrata, la cui cella presenta su ogni lato una monofora protetta da balaustre ed è coronata da una statua.

### Interno
L'interno dell'edificio si compone di un'unica navata, sulla quale si affacciano le cappelle laterali introdotte da archi a tutto sesto e le cui pareti sono scandite da paraste sorreggenti la trabeazione modanata e aggettante sopra la quale si imposta la volta a botte; al termine dell'aula si sviluppa il presbiterio, rialzato di tre gradini, delimitato da balaustre e chiuso dall'abside.
Qui sono conservate diverse opere di pregio, tra le quali gli affreschi eseguiti da Luigi Morgari, autore pure della Via Crucis, e la pala raffigurante i Santi Giuseppe e Anna che intercedono presso la Vergine per la pestilenza, dipinta da Giovanni Battista Cantalupi nel XVIII secolo.